# Hot Butter
Hot Butter er et Pop/Synthpop-instrumental band fra USA.

## Diskografi
- 1972 – Hot Butter
- 1973 – More Hot Butter
- 1973 – Popcorn with Hot Butter
- 1974 – Moog Hits

| Musikgruppe | Spire Denne artikel om en amerikansk musikgruppe er en spire som bør udbygges. Du er velkommen til at hjælpe Wikipedia ved at udvide den. |